# Lisbeth Palme
Lisbeth Palme, właśc. Anna Lisbeth Christina Palme z domu Beck-Friis (ur. 14 marca 1931 w Sztokholmie, zm. 18 października 2018 w Vällingby) – szwedzka psycholog dziecięca, wdowa po premierze Olofie Palmem.

## Życiorys
9 czerwca 1956 poślubiła polityka Olofa Palmego, z którym miała trzech synów: Joakima, Mårtena i Mattiasa. Olof Palme w latach 1969–1976 i 1982–1986 był premierem Szwecji. 28 lutego 1986, kiedy wracali po godzinie 23 z kina w centrum Sztokholmu, z projekcji filmu Bracia Mozart, jej mąż został śmiertelnie postrzelony, a ona została ranna.
W listopadzie 1986 została przewodniczącą Szwedzkiego UNICEF-u, gdzie zaangażowała się w walkę przeciwko seksualnemu wykorzystywaniu dzieci. Została też członkiem Organizacji Jedności Afryki, która zajmowała się ludobójstwem w Rwandzie i w 2000 opublikowała raport. W latach 1990–1991 była przewodniczącą międzynarodowego UNICEF-u.
Za opiekę nad chorymi i ubogimi została w 1993 uhonorowana Medalem Serafinów.